# Justicier d'acier
Pour plus de détails, voir Fiche technique et Distribution.
Justicier d'acier (Steel) est un film américain réalisé par Kenneth Johnson, sorti en 1997.

## Synopsis
John Henry Irons fabrique des armes équipées de techniques de pointe pour l'armée américaine. À la suite d'un incident ayant coûté l'usage de ses jambes à sa partenaire Susan Sparks, Irons démissionne. Nathaniel Burke, le soldat responsable de l'incident, est renvoyé de l'armée et vole des armes modifiées d'Irons pour les vendre à des organisations criminelles.

## Fiche technique
Sauf indication contraire, les informations mentionnées dans cette section peuvent être confirmées par les bases de données cinématographiques IMDb et Allociné,  présentes dans la section « Liens externes ».
- Titre original : Steel
- Titre français : Justicier d'acier[1],[Note 1]
- Réalisation : Kenneth Johnson
- Scénario : Kenneth Johnson, d'après la série de bandes dessinées de Louise Simonson et Jon Bogdanove
- Musique : Mervyn Warren
- Direction artistique : Gershon Ginsburg
- Décors : Gary Wissner
- Costumes : Catherine Adair
- Photographie : Mark Irwin
- Son : Donald O. Mitchell, Michael Herbick, Frank A. Montaño
- Montage : John F. Link
- Production : Quincy Jones, David Salzman et Joel Simon
  - Production déléguée : Shaquille O'Neal, Leonard Armato, Bruce Binkow
  - Production associée : Venita Ozols-Graham
  - Coproduction : Mark Allan
- Sociétés de production[2] : Quincy Jones-David Salzman Entertainment, présenté par Warner Bros.
- Sociétés de distribution : Warner Bros.
- Budget : 16 millions de $[3]
- Pays de production :  États-Unis
- Langue originale : anglais
- Format[4] : couleur (Technicolor) (DeLuxe) - 35 mm - 1,85:1 (Panavision) - son DTS | Dolby Digital | SDDS
- Genre : action, aventures, policier, thriller, science-fiction, super-héros
- Durée : 97 minutes
- Dates de sortie[1] :
  - États-Unis : 15 août 1997
- Classification[5] :
  - États-Unis : accord parental recommandé, film déconseillé aux moins de 13 ans (PG-13 - Parents Strongly Cautioned)[Note 2]

## Distribution
- Shaquille O'Neal : John Henry Irons
- Annabeth Gish : Susan Sparks
- Judd Nelson : Nathaniel Burke
- Richard Roundtree : Oncle Joe
- Irma P. Hall : Grandma Odessa
- Ray J : Martin
- Harvey Silver : Lamont
- Charles Napier : le colonel David
- Kerrie Keane : le sénateur Nolan
- Tembi Locke : Norma
- Thom Barry : le sergent Marcus
- Hill Harper : Slats
- Rutanya Alda : Mme Hunt
- John Hawkes : Mugger

Source: Doublage Québec

## Accueil

### Accueil critique
Il obtient 12 % de critiques positives, avec une note moyenne de 3/10 et sur la base de 25 critiques collectées, sur le site Rotten Tomatoes.

### Box office
Le film a été un grave échec commercial, rapportant seulement 1 710 000 $ au box-office américain.

## Distinctions

### Nominations
- Prix Razzie 1998 : Pire acteur pour Shaquille O'Neal[8].